# Bleddyn Williams

a Compétitions nationales et continentales officielles uniquement.

b Matchs officiels uniquement.
Bleddyn Llewellyn Williams, né le 22 février 1923 à Taff's Well et mort le 6 juillet 2009 à Cardiff, est un joueur de rugby gallois évoluant au poste de trois-quarts centre pour le pays de Galles.

## Biographie
Bleddyn Williams dispute son premier test match le 18 janvier 1947 contre l'équipe d'Angleterre, et son dernier test match également contre l'Angleterre le 22 janvier 1955. Il joue 22 matchs en sélection nationale et cinq matchs avec les Lions en 1950 en tournée en Australie et en Nouvelle-Zélande. Il est à la fois le capitaine de son club du Cardiff RFC, avec lequel il joue de 1945 à 1955, et du pays de Galles dans leurs victoires respectives sur les All Blacks en 1953. Il est parfois appelé le prince des centres et il forme une paire mémorable de centres avec son coéquipier en club et en équipe nationale le Dr Jack Matthews.

## Palmarès
- Grand Chelem en 1952
- victoire dans le Tournoi des Cinq Nations 1947, 1954 et 1955

## Statistiques en équipe nationale
- 22 sélections
- 21 points (7 essais)
- Sélections par année : 5 en 1947, 4 en 1948, 3 en 1949, 2 en 1951, 1 en 1952, 5 en 1953, 1 en 1954, 1 en 1955
- Participation à 8 tournois des Cinq Nations en 1947, 1948, 1949, 1951, 1952, 1953, 1954, 1955